# Hellsing
Hellsing ist eine Manga-Serie des japanischen Zeichners Kōta Hirano aus dem Jahr 1997, die auch als Anime-Fernsehserie und Original Video Animation umgesetzt wurde. Thematik der Serie ist der Kampf der geheimen Organisation Hellsing gegen Vampire und andere Untote.

## Handlung
Die Serie spielt in einer fiktiven, an unserer heutigen Zeit angelehnten Welt, in der der geheime, königlich-protestantische Hellsing-Ritterorden im Auftrag der britischen Krone in Großbritannien seit Jahrhunderten erfolgreich Vampire und andere Untote bekämpft. Doch seit einiger Zeit existieren nicht nur die Natives, echte Vampire, sondern auch Freaks, mithilfe eines implantierten Computerchips künstlich Geschaffene. Durch deren rasante Vermehrung beunruhigt, entsendet die Organisation den Vampir Alucard, damit dieser zur Beseitigung der Freaks beiträgt.
Seras, eine Überlebende eines Massakers und von Alucard notgedrungen zum Vampir gemacht, dient diesem fortan als Adjutantin.
Doch nicht nur Hellsing, auch die aus dem Vatikan stammende 13. Abteilung Iskariot ist auf Vampirjagd spezialisiert. Als erbitterter Feind der britisch-protestantischen Organisation möchte sie dieser und insbesondere Alucard den Garaus machen. Vor allem aber muss Hellsing die nationalsozialistische Gruppe Millennium fürchten, die unter ihrem Anführer „der Major“ mit einem vampirisierten Militärbataillon von 1000 Vampiren gegen England in den Krieg zieht und deren wahre Agenda bis zuletzt im Dunkeln bleibt.

## Charaktere
Lady Integra Wingates Hellsing
Integra Fairbrook Wingates Hellsing, im Manga mit dem Titel ihres Vaters Sir Hellsing angesprochen, ist das Oberhaupt der Hellsing-Organisation. Sie ist das jüngste und einzige weibliche Mitglied des sogenannten Roundtables, eines Rates, in dem sämtliche geheimen und nicht geheimen Organisationen der britischen Regierung ihr gemeinsames Vorgehen unter anderem im Kampf gegen Vampire koordinieren. Sie hat ihren Posten als Oberhaupt des Ritterordens von ihrem Vater Arthur Hellsing geerbt, der starb, als sie 13 Jahre alt war.
Alucard (im Englischen/Japanischen Arucard)
Alucard (Ananym für Dracula) ist ein echter Vampir mit großer Kraft, der für die Hellsing-Organisation arbeitet. Er wurde vor 20 Jahren von Lady Integras Vater in den Kerker des Hellsing-Anwesens verbannt und mit Siegeln belegt, die er erst aufheben muss, um seine Kraft nutzen zu können. Er wurde von Integra befreit, nachdem sie vor ihrem Onkel, der das Erbe nach Arthur Hellsings Tod an sich reißen und das Kind töten wollte, in den Keller flüchtete. Seitdem dient Alucard ihr. Alucard ist ein sehr stolzer Vampir, der mit seinen Gegnern mehr oder weniger sadistisch umgeht.
Seras Victoria
Seras war ursprünglich Polizistin und wurde bei einem Einsatz gegen Freaks von Alucard tödlich verwundet, als einer der Vampire sie als Schutzschild benutzte. Alucard bot ihr an, sie zu einem Vampir zu machen, um sie zu retten. Seitdem arbeitet sie mit Alucard für die Hellsing-Organisation, verfügt jedoch bei weitem nicht über seine Fähigkeiten. Sie weigert sich darüber hinaus lange, Menschenblut zu trinken, obwohl ihr die Organisation Blutkonserven zur Verfügung stellt. Als Vampir besitzt Seras enorme körperliche Kräfte und benutzt oft schwere Waffen.
Walter Cumm Doilish/Dolneaz/Dornez
Walter war einst zusammen mit Alucard im Zweiten Weltkrieg Soldat und hatte gegen die Nationalsozialisten und deren Anführer, der einfach nur „Der Major“ genannt wird, im Krieg gekämpft. Danach wurde er der Diener der Hellsing-Familie und Lady Integras Leibwächter. Er bleibt stets sehr ruhig, kann im Notfall aber sehr effektiv kämpfen. Seine bevorzugte Waffe sind an Handschuhen befestigte, scharfe dünne Drähte. Außerdem kann er sich trotz seines Alters sehr schnell bewegen und sogar Schüssen ausweichen. Durch diese Fertigkeiten hat er von Alucard den Spitznamen „Todesengel“ bekommen.
(Paladin/Pater) Alexander Anderson
Er ist Mitglied der Iskariot-Organisation (Der 13. Kongregation) des Vatikans. Seine Hauptwaffe sind schwertähnliche Zeremonie-Bajonette. Er hat die Fähigkeit, Seiten der Bibel zu nutzen, um zu kämpfen oder um damit seinen Gegnern die Sicht zu nehmen, wenn er sich zurückzieht. Außerdem kann er Verletzungen sehr schnell regenerieren und überlebt so sogar Kopfschüsse. Als katholischer Vampirjäger möchte er vor allem Alucard und die Hellsing-Organisation vernichten.
Enrico Maxwell
Als Bischof und Leiter der fiktiven 13. Kongregation des Vatikans, der Division Iskariots, hat Enrico Maxwell es sich zur Aufgabe gemacht, alle Untoten zu vernichten, alle Nichtgläubigen zu unterdrücken und alle Ketzer zu verurteilen. Er führt seine Abteilung mit eiserner Faust und verabscheut Lady Hellsing sowie ihre protestantische Organisation. Maxwell war ein Waisenkind, das im katholischen Ferdinand-Luxheim-Waisenhaus in der Nähe Roms unter anderem von Anderson großgezogen wurde. Er wird ab und an auch als Enrico Machiavelli bezeichnet. Er stirbt im Krieg gegen Hellsing und Millenium, als Anderson ihn nicht vor den Untoten rettet, sondern ihn diesen opfert.
Der Major
Der Major ist der Anführer des „letzten Bataillons“, welches aus Vampiren und anderen Untoten besteht. Er wird von seinen Kameraden auch oft der „Stellvertreter des Führers“ genannt. Er hat es sich zur Aufgabe gemacht, einen neuen Krieg zu starten und die Hellsing-Organisation zu vernichten.
Der Hauptmann
Der Hauptmann, der im kompletten Manga und auch in der OVA kein Wort spricht, ist der persönliche Adjutant und Bodyguard des Majors und weicht nicht von seiner Seite. An seiner Uniform kann man erkennen, dass er Mitglied der Waffen-SS ist, worauf auch das Totenkopfsymbol auf seiner Feldmütze hinweist. Zusätzlich ist er der einzige Millennium-Angehörige, der sich nach Belieben in einen Werwolf verwandeln kann. In Fankreisen wird dem Hauptmann oft der Name Hans Günsche gegeben, obwohl dieser weder im Manga, noch in der animierten Fassung jemals ausgesprochen beziehungsweise erwähnt wird. Der Name wurde dem Werk Desert Schutzstaffel von Hirano entnommen, in dem es einen ähnlichen Charakter gibt. Sein richtiger Name ist allerdings noch nicht bekannt.
Der Hauptmann verwendet zwei C96 Mauser mit stark verlängertem Lauf. Zudem trägt er ein Kampfmesser mit sich, welches er jedoch nicht benutzt.

## Veröffentlichungen

### Manga
Die Serie wurde fortlaufend zwischen den Jahren 1997 bis 2008 monatlich im japanischen Young King OURs Magazin veröffentlicht. Von 2003 bis 2009 wurde der Manga in Deutschland von der Panini Verlags GmbH unter der Marke Planet Manga herausgegeben. Um den Manga in Deutschland zu veröffentlichen, hat der Verlag die in der japanischen Version enthaltenen Hakenkreuze durch vier aneinander liegende Quadrate ersetzt. In Japan sowie Deutschland wurden alle 10 Bände veröffentlicht. Der 4. und der 6. Band sind wegen der auf Minderjährige verrohend wirkenden und zu Gewalt anstiftenden Darstellung durch die BPjM indiziert worden, sie dürfen in Deutschland nicht mehr beworben und nicht an Jugendliche unter 18 Jahren verkauft werden. Der Manga erscheint in den USA bei Dark Horse Comics, in Frankreich bei Editions Tonkam, in Spanien bei Norma Editorial, in Polen bei J.P. Fantasia und in Taiwan bei Tong Li.
Der Manga ist in Japan seit dem 30. September 2008 mit 95 Kapiteln abgeschlossen und in zehn Bänden veröffentlicht. Zudem zeichnet der Mangaka an einem Prequel unter dem Titel Hellsing: The Dawn, von dem bislang sechs Kapitel ebenfalls in Young King OURs veröffentlicht wurden.

### Crossfire
Crossfire ist eine dreiteilige Serie, in deren Mittelpunkt die 13. Kongregation des Vatikans, Iskariot, steht. Diese Serie kommt in den ersten drei Mangas von Hellsing als Bonuskapitel vor und hat nichts mit der Geschichte von Hellsing zu tun, abgesehen davon, dass Enrico Maxwell, Heinkel Wolfe und Yumiko in Crossfire sowie in Hellsing vorkommen. In Crossfire werden drei Einsätze von Heinkel und Yumiko erzählt.

## Anime
Die 13-teilige Anime-Serie wurde 2001 von Studio Gonzo produziert. Die Handlung folgt nur den ersten zwei Bänden des Mangas, danach weicht die Handlung des Animes stark ab. Die Erstausstrahlung im japanischen Fernsehen erfolgte vom 10. Oktober 2001 bis zum 16. Januar 2002.
In Deutschland ist die Serie auf 4 DVDs bei OVA Films erschienen. Im deutschsprachigen Fernsehen erfolgte die Erstausstrahlung von Hellsing ab dem 22. August 2003 auf VIVA. Vom 6. Juli 2005 strahlte VOX die Serie in Blöcken aus.
Der ersten der DVDs lag ein Booklet bei, die den Namen der Serie wie folgt als Akronym beschreibt:
Her royal
English
Legion of
Legitimate
Supernatural and
Immortal
Night
Guards
Von 2005 bis 2012 wurde der Manga erneut umgesetzt, doch diesmal als Original Video Animation unter dem Titel Hellsing Ultimate. Episode 1–9 haben eine durchschnittliche Laufzeit von ca. 50 Minuten, wohingegen die zehnte und letzte OVA knapp 1 Stunde läuft. Jede Folge handelt einen kompletten Manga-Band ab und erschien vom 10. Februar 2006 bis 25. Dezember 2012 in Japan. OVA Films, der größte Verlag für Animes in Deutschland, veröffentlichte von 2006 bis 2008 die ersten vier Volumes auf DVD, ging jedoch 2009 bankrott, womit die weitere Veröffentlichung der restlichen OVAs jahrelang ungewiss war. 2015 sicherte sich das Studio NipponArt die Rechte an der Animereihe und brachte die restlichen OVAs im Zeitraum vom 10. Juli 2015 bis 29. Januar 2016 schließlich synchronisiert in Deutschland auf den Markt.
Ab OVA 5 wechselte das Animationsstudio und Madhouse übernahm die Inszenierung anstelle vom Satelight.

### Synchronisation
| Rolle                                    | Japanischer Sprecher (Seiyū) | Deutscher Sprecher |
| ---------------------------------------- | ---------------------------- | ------------------ |
| Alucard Nosferatu                        | Jōji Nakata                  | Torsten Münchow    |
| Seras Victoria                           | Fumiko Orikasa               | Shandra Schadt     |
| Lady Integra Fairbrook Wingates Hellsing | Yoshiko Sakakibara           | Simone Brahmann    |
| Walter C. Dolneaz                        | Motomu Kiyokawa              | Dieter Memel       |
| Alexander Anderson                       | Nachi Nozawa                 | Oliver Stritzel    |
| Incognito                                | Takumi Yamazaki              | Claus Brockmeyer   |
| Arthur Hellsing                          | Chikao Otsuka                | Michael Habeck     |
| Peter Fargason*                          | Unshō Ishizuka               | Peter Musäus       |

* Nur in der TV-Serie, nicht in der OVA vertreten.

### Synchronsprecher OVA
| Rolle                 | Japanischer Sprecher (Seiyū) | Deutscher Sprecher   | Vorkommen in OVA   |
| --------------------- | ---------------------------- | -------------------- | ------------------ |
| Alexander Anderson    | Norio Wakamoto               | Oliver Stritzel      | 1,3–6,8,9          |
| Alucard               | Jōji Nakata                  | Torsten Münchow      | 1–10, The Dawn     |
| Hauptmann             |                              |                      | 3–6, 8–10 The Dawn |
| Doc                   | Hiroshi Naka                 | Gerd Meyer           | 3–6,8–10,The Dawn  |
| Enrico Maxwell        | Shō Hayami                   | Matthias Klie        | 3,4,6,8            |
| Harkonnen Geist       | Unshō Ishizuka               | Michael Rüth         | 3                  |
| Integras Vater        |                              | Christian Mey        | 1,9                |
| Jessica               | Takahashi Chiaki             | Gabrielle Pietermann | 1                  |
| Jan Valentine         | Wataru Takagi                | Benedikt Weber       | 2                  |
| Lady Integra Hellsing | Yoshiko Sakakibara           | Simone Brahmann      | 1–6,8–10           |
| Luke Valentine        | Takehito Koyasu              | Claus-Peter Damitz   | 2                  |
| Max Montana (Major)   | Nobuo Tobita                 | Gerhard Jilka        | 1–10,The Dawn      |
| Papst                 |                              | Ulf J. Söhmisch      | 3                  |
| Pip Bernadotte        | Hiroaki Hirata               | Ole Pfennig          | 3,4,6,7,10         |
| Richard Hellsing      | Yōsuke Akimoto               | Manfred Erdmann      | 1,9                |
| Rip van Winkle        | Maaya Sakamoto               | Melanie Manstein     | 4,8,9              |
| Schrödinger           | Ryōko Shiraishi              | Patrick Schröder     | 4–10               |
| Seras Victoria        | Fumiko Orikasa               | Shandra Schadt       | 1–4,6–10           |
| Sir Hellsing          | Chikao Ōhtsuka               | Manfred Erdmann      | 2,9                |
| Sir Islands           | Katsunosuke Hori             | Fred Maire           | 2,4,5,9,The Dawn   |
| Sir Penwood           | Masashi Hirose               | Ulf J. Söhmisch      | 2,4,5              |
| The Queen of England  | Toshiko Fujita               |                      | 4                  |
| Tubalcain Alhambra    | Hōchū Ōtsuka                 |                      | 3,8                |
| Walter C. Dolneaz     | Motomu Kiyokawa              | Dieter Memel         | 1–5,8–10,The Dawn  |
| Wild Geese Sergeant   |                              | Reinhard Brock       | 3,6,7              |
| Zorin Blitz           | Yōko Soumi                   |                      | 4–7                |

## Episodenliste
| Nr. (ges.) | Nr. (St.) | Deutscher Titel     | Originaltitel       | Erstausstrahlung Japan | Deutschsprachige Erstveröffentlichung (DE) |
| ---------- | --------- | ------------------- | ------------------- | ---------------------- | ------------------------------------------ |
| 1          | 1         | The Undead          | The Undead          | 10. Okt. 2001          | 22. Aug. 2003                              |
| 2          | 2         | Club M              | Club M              | 17. Okt. 2001          | 29. Aug. 2003                              |
| 3          | 3         | Sword Dancer        | Sword Dancer        | 24. Okt. 2001          | 5. Sep. 2003                               |
| 4          | 4         | Innocent as a Human | Innocent as a Human | 31. Okt. 2001          | 12. Sep. 2003                              |
| 5          | 5         | Brotherhood         | Brotherhood         | 7. Nov. 2001           | 19. Sep. 2003                              |
| 6          | 6         | Dead Zone           | Dead Zone           | 14. Nov. 2001          | 26. Sep. 2003                              |
| 7          | 7         | Duel                | Duel                | 21. Nov. 2001          | 3. Okt. 2003                               |
| 8          | 8         | Kill House          | Kill House          | 28. Nov. 2001          | 10. Okt. 2003                              |
| 9          | 9         | Red Rose Vertigo    | Red Rose Vertigo    | 5. Dez. 2001           | 17. Okt. 2003                              |
| 10         | 10        | Master of Monsters  | Master of Monsters  | 12. Dez. 2001          | 24. Okt. 2003                              |
| 11         | 11        | Transcend Force     | Transcend Force     | 19. Dez. 2001          | 31. Okt. 2003                              |
| 12         | 12        | Total Destruction   | Total Destruction   | 9. Jan. 2002           | 7. Nov. 2003                               |
| 13         | 13        | Hellfire            | Hellfire            | 16. Jan. 2002          | 14. Nov. 2003                              |

## Anleihen
Hellsing weist bei seinen Erzählungen viele Parallelen zu anderen Fantasy- oder Horrorepen auf. Die Hellsing-Organisation, der die Hauptfiguren angehören, weist starke Ähnlichkeit mit der Wilmarth Foundation aus H. P. Lovecrafts Cthulhu-Mythos auf. Der Name „Hellsing“ ist abgeleitet aus Bram Stokers Dracula, in dem eine der Hauptfiguren den Namen Abraham van Helsing trägt. Im Laufe der Serie wird zudem ein Zusammenhang zwischen den Inhalten aus Stokers Werk und den historischen Hintergründen von Alucard und den Hellsings hergestellt. „Alucard“ ist das Ananym von Dracula. Zudem trägt die Waffe von Seras Victoria in der Serie den Namen „Harkonnen-Kanone“. „Harkonnen“ war ursprünglich der Name eines Adelsgeschlechts aus dem Science-Fiction-Roman Dune (dt. Der Wüstenplanet) von Frank Herbert. Der Name der Söldnertruppe „Wild Geese“, die nach dem Angriff der Valentine-Brüder auf das Anwesen der Hellsings als Ersatz für die gefallenen Wachmänner angeheuert wird, bezieht sich mit einiger Wahrscheinlichkeit auf die gleichnamige Truppe aus dem Film The Wild Geese (dt. Die Wildgänse kommen) von 1978. Wie der Major im letzten Band selber erklärt, verweist der Name des als Hitlerjunge mit Katzenohren dargestellten Schrödinger auf Schrödingers Katze, ein Gedankenexperiment zur Quantenmechanik des Physikers Erwin Schrödinger aus dem Jahr 1935. Hirano stattete die Figur allerdings mit einer Fähigkeit aus, die nichts mit diesem Gedankenexperiment zu tun hat und auch andere Aspekte der Quantenphysik, wie etwa den Quantenselbstmord und die Heisenbergsche Unschärferelation, nur oberflächlich aufgreift. Rip Van Winkle verwendet eine Muskete mit Freikugeln, dies bezieht sich auf die Oper Der Freischütz; zudem identifiziert sie Alucard mit dem Teufel, welchen sie als Samiel bezeichnet.